# Progressives Zentrum
Das Progressive Zentrum ist eine unabhängige linksliberale Denkfabrik in der Rechtsform eines eingetragenen Vereins (e. V.). Sie wurde 2007 gegründet und hat ihren Sitz in Berlin.

## Allgemeines
Initiiert wurde die Denkfabrik unter anderem vom Publizisten Tobias Dürr und vom ehemaligen Direktor des Londoner Think Tanks Policy Network Olaf Cramme. Sie setzt sich thematisch insbesondere mit der Europäischen Integration und der Reformfähigkeit demokratischer Institutionen, aber auch mit arbeits-, sozial- und wirtschaftspolitischen Fragen auseinander. Dazu gehören auch Fragen zum Umgang mit Rechtspopulismus und zur gerechten Gestaltung der neuen Arbeitswelt. Dazu unterteilt sich die Arbeit des Progressiven Zentrums in die drei Programmbereiche: Internationale Beziehungen, Zukunft der Demokratie und Strukturwandel.
Der Verein beruft sich ideenpolitisch auf den Verwirklichungschancenansatz von Amartya Sen und leitet seinen Namen aus dem Bezug zum Progressivismus ab. Entsprechend legt er seinen Fokus auf gesellschaftliche Innovationen und will fortschrittsorientierte Gesellschaftsvisionen mehrheitsfähig machen.

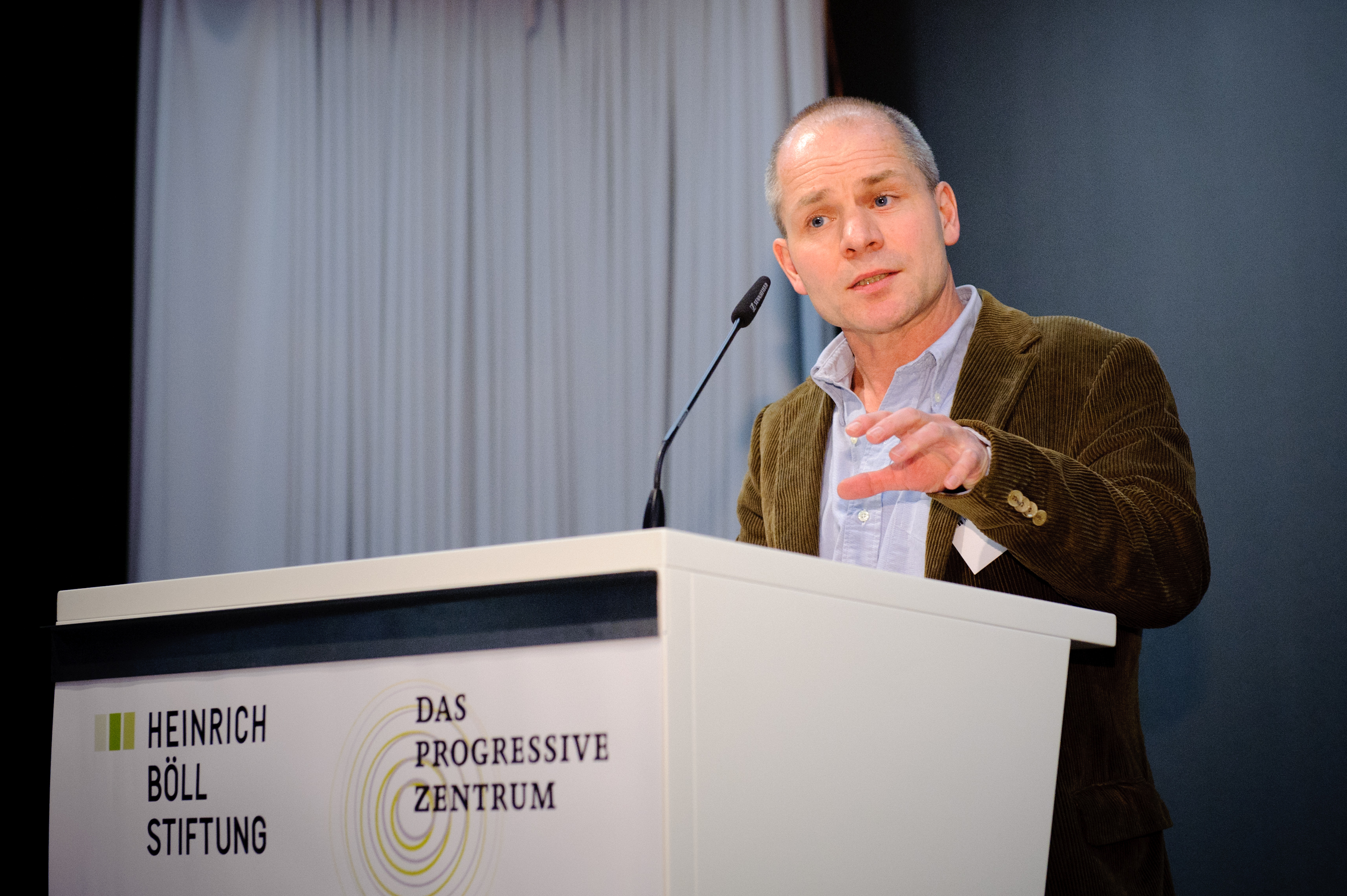
Progressives Zentrum Vorsitzender Tobias Dürr (2011)

Zur Arbeit gehört vor allem die Veröffentlichung von Publikationen wie Studien, „Policy Briefs“ und Meinungsbeiträge, sowie das Veranstalten von nationalen und internationalen Konferenzen und Diskussionsrunden, meist mit Vertreterinnen und Vertretern aus Politik, Wissenschaft, Wirtschaft und Zivilgesellschaft.
Das Progressive Zentrum beschäftigt aktuell einundzwanzig Mitarbeitende. Daneben bindet es eine Vielzahl assoziierter Wissenschaftler und Praktiker als Policy- und Visiting Fellows in seine Arbeit ein. Finanziert wird das Progressive Zentrum durch Projektmittel, Forschungsaufträge, sowie private Spenden und Sponsoring. Im Jahr 2020 wurde das Progressive Zentrum mit einem Betrag von 599.955,72 Euro durch die Bundesregierung gefördert.

## Selbstverständnis und Ziel
„Das Progressive Zentrum ist ein unabhängiger und gemeinnütziger Thinktank nach angelsächsischem Vorbild. Er wurde 2007 in der Rechtsform eines eingetragenen Vereins (e. V.) gegründet und hat seinen Sitz in Berlin. Ziel des Progressiven Zentrums ist es, fortschrittliche und innovative Ideen in die Öffentliche Debatte und auf die politische Agenda zu bringen. Außerdem sollen dem Mission Statement gemäß neue Netzwerke von Akteuren geschaffen werden, die progressive Positionen vertreten. Dabei werden insbesondere junge Persönlichkeiten aus Deutschland und Europa eingebunden. Neben der Veröffentlichung von Studien und praxisorientierten Handlungsempfehlungen veranstaltet das Progressive Zentrum internationale und nationale Konferenzen und Diskussionsrunden.“

„Ziel des Progressiven Zentrums ist es, gemäß dem Dreiklang ‚Vordenken – Vernetzen – Streiten‘ fortschritts- und innovationsorientierte Politikideen in die öffentliche Debatte und auf die politische Agenda zu bringen. Dabei bezieht es besonders junge, verantwortungsbewusste VordenkerInnen und EntscheidungsträgerInnen aus Deutschland und Europa in progressive Debatten ein. Das Progressive Zentrum will gemäß seines Mission Statements dazu beitragen, neue Netzwerke progressiver Akteure unterschiedlicher Herkunft zu stiften und eine tatkräftige Politik für den ökonomischen, ökologischen und gesellschaftlichen Fortschritt mehrheitsfähig zu machen.“

## Netzwerke und Partner
Das Progressive Zentrum kooperiert auf nationaler Ebene
mit wissenschaftlichen Institutionen:
- Hertie School
- Wissenschaftszentrum Berlin für Sozialforschung

mit überparteilichen Stiftungen 
- Allianz Kulturstiftung
- Bertelsmann Stiftung
- Schwarzkopf-Stiftung Junges Europa
- Stiftung Mercator
- Stiftung Neue Verantwortung

mit parteinahen Stiftungen 
- Konrad-Adenauer-Stiftung
- Heinrich-Böll-Stiftung
- Friedrich-Ebert-Stiftung

sowie mit Bundesministerien 
- Auswärtigen Amt
- Bundesministerium für Familie, Senioren, Frauen und Jugend

Darüber hinaus ist es Teil eines größeren Netzwerks internationaler Denkfabriken.
Dazu gehören
- Center for American Progress (Washington, D.C.),
- European Council on Foreign Relations
- Istituto Affari Internazionali (Rom)
- Krytyka Polityczna (Warschau)
- Notre Europe – Jacques Delors Institut (Paris)
- Policy Network (London)
- Progressive Policy Institute (Washington, D.C.)
- Wiardi Beckman Stichting (Den Haag)

und verschiedene andere Institutionen und Thinktanks.
Außerdem unterstützen viele namhafte Politiker, Publizisten und Fachleute die Denkfabrik als Mitglieder im Circle of Friends und im Wissenschaftlichen Beirat. Auf der Website werden etwa genannt:
- Tissy Bruns (†)
- Patrick Diamond
- Henrik Enderlein (†)
- Katrin Göring-Eckardt
- Anke Hassel
- Hubertus Heil
- Jürgen Kocka
- Roger Liddle
- Wolfgang Merkel
- Cem Özdemir (Grüne)
- Thomas Oppermann (†)
- Gert Georg Wagner
- Brigitte Zypries

## Debatte um Studienveröffentlichung
Im Jahr 2020 veröffentlichte das Progressive Zentrum eine Studie, in der die Gäste öffentlich-rechtlicher Talkshows analysiert wurden. In einem Kommentar für die Frankfurter Allgemeine Zeitung kritisierte Frank Lübberding die Studie: unter „Pluralismus“ verstünden die Autoren „offenbar generell nicht den Austausch kontroverser Meinungen“, sie plädierten stattdessen für eine höhere Präsenz derjenigen Gruppierungen, „die der eigenen politischen Agenda entsprechen“. Zudem kritisierte er, dass die Studie die Alternative für Deutschland als größte Oppositionspartei einfach ausblende.
Hans Dieter Heimendahl, Kulturkoordinator für Deutschlandradio, begrüßte die Studie hingegen. Die Kritik der Untersuchung an der Gästeauswahl in Talkshows sei „berechtigt und gut“, sie sei richtig, „damit sich dieses Format weiterentwickelt.“